# Тибо VI де Блуа
Тибо VI (фр. Thibaud VI de Blois; ум. 16 или 22 апреля 1218) — граф Блуа, Шатодена (Дюнуа), Клермона и Шартра с 1205 года. Сын Людовика де Блуа и Катерины де Клермон.

## Биография
При нём продолжилось строительство Шартрского кафедрального собора и был построен огромный замок в Блуа, от которого в наши дни осталась только башня.
Тибо VI был женат дважды. Первая жена (1213) — Матильда, дочь графа Роберта Алансонского и Жанны де Прёйли. Вторая жена — Клеменция (ум. 1259), дочь сенешаля Анжу Гильома де Рош и дамы Маргариты де Сабле.
Тибо VI участвовал в Реконкисте и в Испании заболел лепрой. Вернувшись в свои владения, жил затворником в замке Ферте Вильней, где и умер в 1218 году. Детей он не оставил, и владения унаследовали его тётки: Маргарита — Блуа и Шатоден, Изабелла — Шартр. Графство Клермон они продали королю.